# Opéra de Dijon

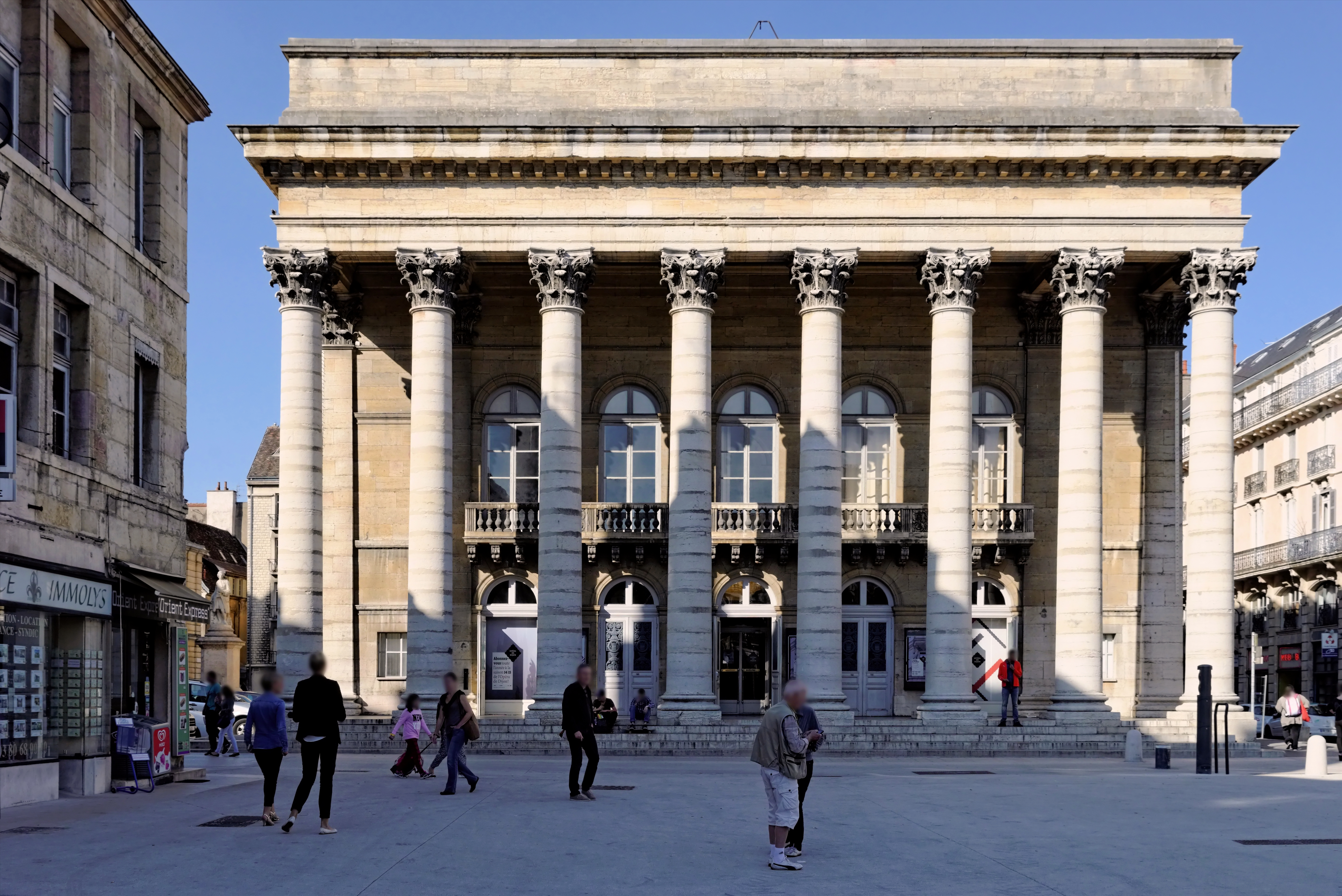
O Grand Théâtre de Dijon foi construído em 1828 e é um dos dois principais palcos da Opéra de Dijon.

A Opéra de Dijon é uma companhia de ópera e instituição artística em Dijon, França. É responsável pela gestão do Grand Théâtre de Dijon e do Auditorium de Dijon, os seus principais palcos de atuação. Além de ópera, a instituição também apresenta espetáculos de dança e concertos de música clássica. 

## História

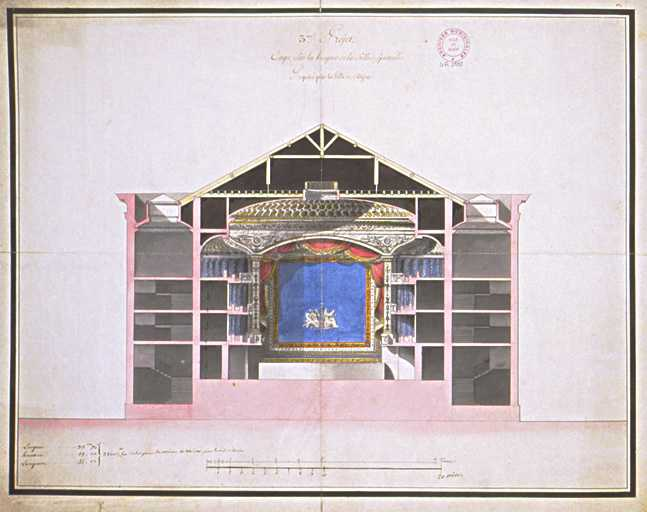
O projeto de Jacques Cellerier (1787) para o primeiro teatro de ópera de Dijon

Desde o século XVII que grupos de ópera itinerantes se apresentam em Dijon, embora a cidade não dispusesse de um teatro concebido para ópera. As apresentações eram realizadas em recintos privados, muitas vezes sem condições, e pavilhões de jeu de paume, conhecidos como tripots. Em 1717, a cidade adquiriu um destes pavilhões (o tripot des Barres) para aí criar uma sala de espetáculos municipal. Na Salle de Comédie, a designação que tinha em 1743, o público assistia às representações em pé, pois só em 1817 foram instalados lugares sentados. Esta sala continuou a ser a principal sala de teatro de Dijon até 1828.
Em 1787, o arquiteto de Dijon, Jacques Cellerier, propôs a construção de um novo teatro para substituir a Salle de Comédie. A demolição da igreja de Sainte-Chapelle e do claustro anexo, em 1802, libertou terreno no centro da cidade para um teatro de ópera municipal. Cellerier apresentou formalmente os seus planos em 1803. A primeira pedra foi lançada em 1810, mas a construção foi interrompida entre 1814 e 1823. O edifício foi concluído em 1828 e inaugurado como o Grand Théâtre de Dijon. 
O Grand Théâtre (anteriormente também conhecido como "Opéra de Dijon") foi a única sala de espetáculos de ópera da cidade até ao final do século XX. Os seus dois últimos diretores-gerais foram Guy Grinda (1966 a 1978) e Pierre Filippi (1978 a 2002). Um segundo e maior auditório municipal, o Auditorium de Dijon, foi construído em 1998. Em 2001, foi constituída a Duo Dijon, a nova companhia responsável pela gestão do Grand Théâtre e do Auditorium, com o objetivo de lançar novas produções operáticas, em vez de depender das digressões de outras companhias, das produções de terceiros e da contratação de artistas. O seu primeiro diretor geral foi Olivier Desbordes, que ocupou o cargo até 2007. Em 2008, sob a direção Laurent Joyeux, o nome da organização foi oficialmente alterado para Opéra de Dijon.

## Auditórios
Grand Théâtre de Dijon

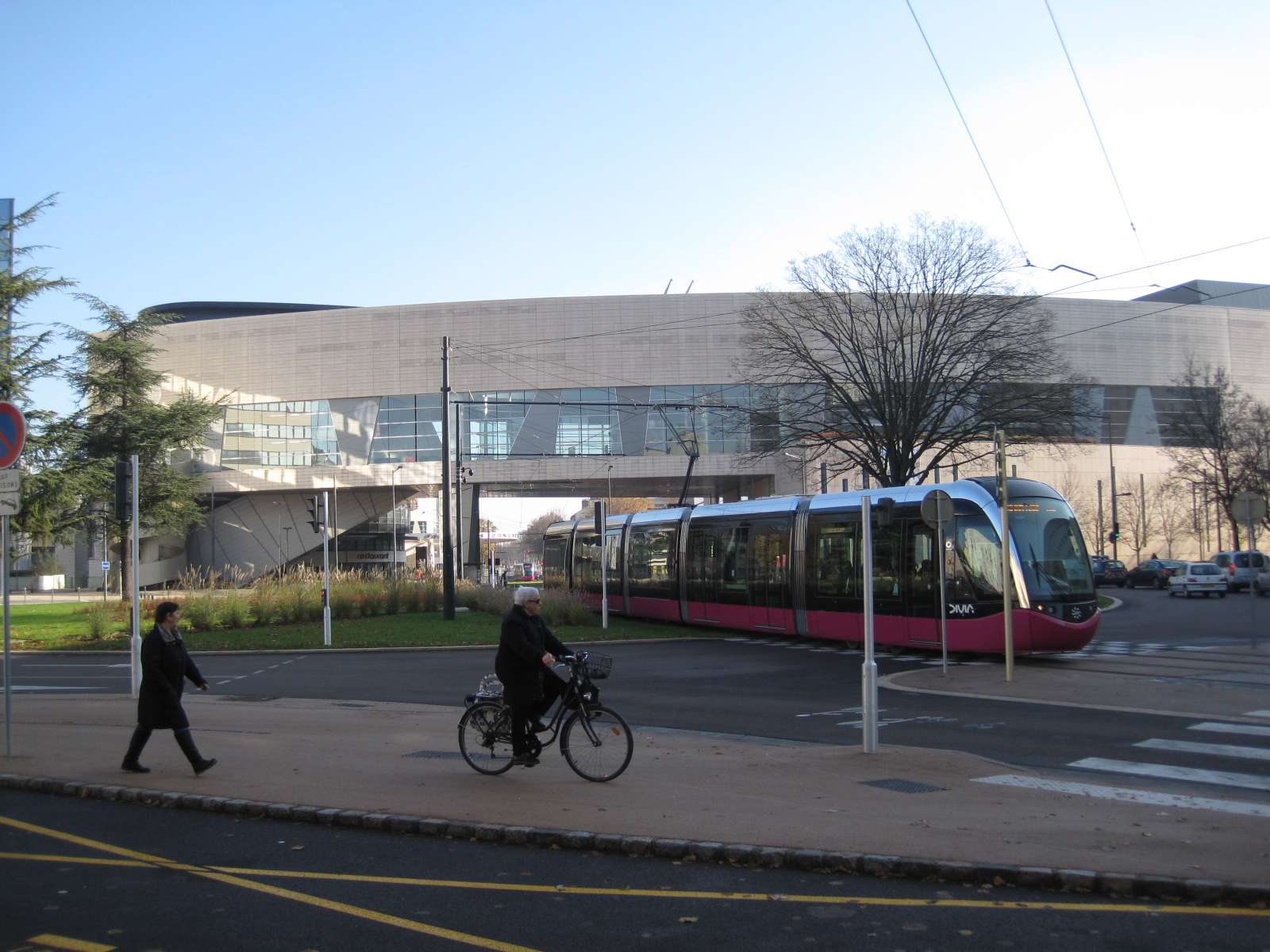
O Auditório de Dijon, construído em 1998.

O Grand Théâtre de Dijon está localizado na Place du Théâtre. Foi inaugurado em 4 de novembro de 1828 com a peça Les deguisements, ou une folie des grands hommes, especialmente escrita para a ocasião pelo poeta Charles Brifaut, nascido em Dijon. A arquitetura da sala de teatro é de Jacques Cellerier (1742-1814) e de Simon Vallot (1774-1850), em estilo neoclássico, com um interior inspirado nos teatros de ópera italianos. Em 1975, a fachada do edifício foi declarada monumento histórico de França. Depois das últimas grandes obras de restauro, em 2005, a sala ficou com uma lotação de 692 pessoas.
Auditorium de Dijon
O projeto de construção do Auditório, a maior e mais moderna sala de teatro e concertos da cidade, foi iniciado pelo município de Dijon em 1988 e tem a assinatura de um consórcio de ateliers de arquitetura (Arquitectonica de Miami, Flórida, e Bougeault-Walgenwitz, de Dijon, com engenharia acústica da Artec). O edifício foi inaugurado oficialmente no dia 20 de junho de 1998 e o concerto inaugural, em novembro do mesmo ano, contou com a Orquestra Nacional de França, dirigida por Charles Dutoit. Localizado na Place Jean Bouhey, o edifício tem uma forma triangular, que evoca os pianos de cauda, tem dois grandes vestíbulos com paredes de vidro e um auditório principal, de quatro níveis, com capacidade para 1611 espectadores. O exterior é revestido com calcário Chassagne bege de pedreiras locais.  Sendo mais adequado para produções de grandes dimensões do que o Grand Théâtre, o Auditório foi o palco escolhido pela Opéra de Dijon, em 2013, para a  encenação do ciclo de quatro óperas de Wagner, o Anel dos Nibelungos, a primeira apresentação completa em França dos últimos 30 anos.

## Organização
O diretor geral e artístico da Opéra de Dijon é Laurent Joyeux, que ocupa o cargo desde 2007. A companhia tem o seu próprio coro, dirigido pelo pianista e maestro Mihály Menelaos Zeke, mas deixou de ter orquestra própria. Em 2009, a orquestra da Ópera de Dijon foi transferida para a Camerata de Bourgogne, que se fundiu com a Orchestre Dijon para formar uma orquestra regional, a Orchestre Dijon Bourgogne (ou ODB), que colabora nas grandes produções da Opéra de Dijon.  Outras orquestras convidadas incluem a Orquestra Sinfónica da Rádio do Sudoeste da Alemanha, a Orquestra de Câmara da Europa e o ensemble barroco Le Concert d'Astrée, liderado por Emmanuelle Haïm.
A maior parte do orçamento da Opéra de Dijon é financiado através de um subsídio da cidade de Dijon. Em 2013, o montante deste financiamento ascendeu a 7 milhões de euros, sendo a parte remanescente do orçamento anual global de cerca de 10,5 milhões de euros proveniente de mecenas, patrocinadores privados e da venda de bilhetes. A Opéra de Dijon é membro da Réunion des Opéras de France. 